# Bombomyia flagrans
Bombomyia flagrans är en tvåvingeart som först beskrevs av Mario Bezzi 1924.  Bombomyia flagrans ingår i släktet Bombomyia och familjen svävflugor. Inga underarter finns listade i Catalogue of Life.